# Кипеть (Калузька область)
Кипеть (рос. Кипеть) — присілок в Сухиницькому районі Калузької області Російської Федерації.
Населення становить 22 особи. Входить до складу муніципального утворення Присілок Глазково.

## Історія
Від 2004 року входить до складу муніципального утворення Присілок Глазково

## Населення
| 2002 | 2010 |
| ---- | ---- |
| 37   | ↘22  |